# فهرست بلندترین سازه‌های مخابراتی در ایران
فهرست سازه‌های مخابراتی در ایران به ترتیب ارتفاع.

## فهرست
| رتبه | نام سازه                | مکان   | ارتفاع (متر) | تصویر |
| ---- | ----------------------- | ------ | ------------ | ----- |
| ۱    | برج میلاد               | تهران  | ۴۳۵          |       |
| ۲    | دکل تلویزیونی زیباکنار  | رشت    | ۳۶۵          |       |
| ۳    | فرستنده موج‌متوسط زاهدان | زاهدان | ۲۷۶          |       |
| ۴    | فرستنده موج‌متوسط گلدسته | گلدسته | ۲۵۶          |       |
| ۵    | برج گرگان               | گرگان  | ۵۷           |       |